# パレード (2024年の映画)
パレード（The Parades）は、2024年2月29日からNetflixで配信されている日本のドラマ映画。監督・脚本は藤井道人、主演は長澤まさみ。

## キャスト
- 美奈子 - 長澤まさみ
- アキラ - 坂口健太郎
- 勝利 - 横浜流星
- マイケル - リリー・フランキー
- かおり - 寺島しのぶ
- ナナ - 森七菜
- 大城麻衣子 - 黒島結菜
- 佐々木博 - 中島歩
- 古賀充 - 若林拓也
- 神田 - 北村有起哉
- みずき - 深川麻衣
- 中田 - 菅田俊
- 恵介 - でんでん
- 佐々木 - 舘ひろし
- 麻衣子 - 木野花
- 良 - 奥平大兼（17歳時）、岩川晴（7歳時）
- 田中 - 田中哲司
- 角田 - 康すおん
- 靖子 - 髙石あかり
- 茜 - 上原実矩
- 正樹 - 三浦健人
- 健太 - 大政凛
- リコ - 藤﨑ゆみあ
- 匡 - 水間ロン
- リナ - 花瀬琴音
- 裕子 - 寺田藍月

## スタッフ
- 監督・脚本 - 藤井道人
- エグゼクティブプロデューサー - 坂本和隆
- 企画 - 河村光庸
- プロデューサー - 佐藤菜穂美、道上巧矢、行実良
- アソシエイトプロデューサー - 長井龍
- 撮影 - 今村圭佑
- 照明 - 平山達弥
- 録音 - 根本飛鳥
- 美術 - 宮守由衣
- 装飾 - 森公美
- 衣装 - 宮本まさ江
- ヘアメイク - 橋本申二
- ポストプロダクションスーパーバイザー - 山川健太郎
- CGプロデューサー・デザイン - 平野宏治
- VFXスーパーバイザー - 吹谷健
- カラリスト - 石山将弘
- スーパーバイジングサウンドエディター - 勝俣まさとし
- リレコーディングミキサー - 浜田洋輔
- 編集 - 古川達馬
- 音楽 - 野田洋次郎
- 主題歌 - 野田洋次郎「なみしぐさ」
- 助監督 - 黒柳祥一
- スクリプター - 丹羽春乃
- キャスティングプロデューサー - 田畑利江
- キャスティング - 山下葉子
- 制作担当 - 宮下直也
- 制作プロダクション - BABEL LABEL
- 製作 - Netflix